# Strada statale 76 (Polonia)
La strada statale 76 (sigla DK 76, in polacco droga krajowa 76) è una strada statale polacca che attraversa il Paese da Wilga a Łuków.